# 2025年のアラゴングランプリ
2025年のアラゴングランプリ(2025 Aragon motorcycle Grand Prix、正式名称: GoPro Grand Prix of Aragon)は、ロードレース世界選手権の2025年シーズン第8戦として、6月8日スペイン・アラゴン州のモーターランド・アラゴンで開催された。